# Edgar Snow
Edgar Parks Snow (Kansas City, Estados Unidos, 19 de julio de 1905-Eysins, Suiza, 15 de febrero de 1972) fue un escritor y periodista estadounidense conocido por sus libros y artículos sobre el comunismo en China y la revolución comunista china. Fue el primer periodista occidental en dar un relato completo de la historia del Partido Comunista de China después de la Larga Marcha y también fue el primer periodista occidental en entrevistar a muchos de sus líderes, incluido Mao Zedong. Es más conocido por su libro Estrella roja sobre China (1937), un relato del movimiento comunista chino desde su fundación hasta finales de la década de 1930.

## Biografía

### Infancia y estudios
Edgar Snow nació el 19 de julio de 1905 en Kansas City, Misuri. Antes de establecerse en Misuri, sus antepasados se habían mudado al estado desde Carolina del Norte, Kentucky y Kansas. Estudió periodismo brevemente en la Universidad de Misuri, y durante su etapa universitaria se unió al capítulo Zeta Phi de la fraternidad Beta Theta Pi.
En cambio, Snow abandonó sus estudios y se mudó a la ciudad de Nueva York para seguir una carrera en publicidad antes de graduarse. Ganó un poco de dinero en la bolsa de valores poco antes del desplome de Wall Street de 1929. En 1928 usó el dinero para viajar por todo el mundo, con la intención de escribir sobre sus viajes.

### China
Snow llegó a Shanghái en el verano de 1928 y permaneció en China durante trece años. Rápidamente encontró trabajo en el periódico China Weekly Review, editado por J.B. Powell, un graduado de la Escuela de Periodismo de Missouri. Se hizo amigo de numerosos escritores e intelectuales chinos prominentes, incluida Soong Ching-ling. Durante sus primeros años en China, apoyó a Chiang Kai-shek y señaló que Chiang tenía más graduados de Harvard en su gabinete que en el de Franklin Roosevelt. En 1931, viajó a la India con una carta de presentación para Jawaharlal Nehru de Agnes Smedley, una periodista estadounidense que vivía en China. Lo entregó en Bombay y Sarojini Naidu le presentó a su hermana comunista Suhasini, quien lo llevó a ver a los trabajadores de la fábrica. Conoció a Mahatma Gandhi en Shimla, pero no quedó impresionado. Cubrió el juicio del caso de conspiración de Meerut en el que participaron tres comunistas británicos y escribió tres artículos sobre la India. En 1932 se casó con Helen Foster, quien trabajaba en el Consulado de los Estados Unidos hasta que ella pudo comenzar su propia carrera en el periodismo, escribiendo bajo el seudónimo de «Nym Wales». Durante gran parte de la década de 1930, mientras vivía en Shanghái, viajó mucho por China, a menudo en misión para el Ministerio de Ferrocarriles de China. Mientras trabajaba en Shanghái, recorrió los distritos afectados por la hambruna de 1928-1930, en el noroeste de China. También visitó lo que más tarde se convertiría en la Carretera de Birmania e informó sobre la invasión japonesa de Manchuria. Se convirtió en corresponsal del The Saturday Evening Post.
En 1933, después de pasar su luna de miel en Japón, Snow y su esposa se mudaron a Pekín. Enseñaron periodismo a tiempo parcial en la Universidad de Yenching, la principal universidad de China en aquel entonces. Él y su esposa estudiaron chino y los dos lo dominaron modestamente. Además de escribir un libro sobre la agresión japonesa en China, titulado Far Eastern Front, también editó una colección de cuentos chinos modernos (traducidos al inglés), titulados Living China. Tomaron prestados trabajos sobre temas de actualidad de la biblioteca Yenching y leyeron los principales textos del marxismo. La pareja conoció a los líderes estudiantiles del Movimiento 9 de diciembre antijaponés. A través de sus contactos en la red comunista clandestina, Snow fue invitado a visitar la sede de Mao Zedong.

### Estrella roja sobre China

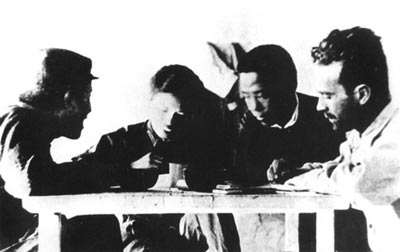
De derecha a izquierdaː Edgar Snow, Huang Hua y Xu Teli en Yanan en 1936.

En junio de 1936, salió de Pekín con una carta de presentación de Soong Ching-ling (quien era una partidaria políticamente importante de los comunistas) y llegó a Xi'an. El ejército nacionalista estaba bloqueando las áreas controladas por los comunistas, pero los soldados del ejército de Manchuria de Zhang Xueliang estacionados en Xi'an querían llegar a un acuerdo con los comunistas para combatir juntos a los invasores japoneses y permitieron que Snow entrara. Snow estuvo acompañado en el viaje por George Hatem (un amigo de Agnes Smedley), quien había escrito sobre los comunistas chinos, pero cuya presencia se mantuvo en secreto durante muchos años. Snow se había estado preparando para escribir un libro sobre el movimiento comunista en China durante varios años, e incluso había firmado un contrato en un momento dado. Sin embargo, su contribución más importante fueron las entrevistas que había realizado con los principales líderes del partido. Cuando Snow escribió, no había informes confiables que llegaran a Occidente sobre lo que estaba sucediendo en las áreas controladas por los comunistas. Otros escritores, como Agnes Smedley, habían escrito con cierto detalle sobre los comunistas chinos antes de la Larga Marcha, pero ninguno de estos escritores los había visitado ni siquiera había realizado entrevistas de primera mano con el nuevo liderazgo que había surgido durante la Larga Marcha.
Snow fue llevado a través de las líneas militares del ejército nacionalista de Chiang Kai-shek al cuartel general comunista en Bao'an, donde pasó cuatro meses (hasta octubre de 1936) entrevistando a Mao y otros líderes comunistas. Fue recibido por una multitud de cadetes y tropas que gritaron consignas de bienvenida, Snow recordó más tarde que «el efecto que me produjo fue muy emotivo». Durante un período de diez días, Mao se reunió con Snow y narró su autobiografía. Aunque Snow no lo sabía en ese momento, Mao fue bastante cauteloso durante estas entrevistas, y aunque afirmó que no había estado bajo ninguna restricción, Snow hizo una serie de revisiones a petición de Mao o Zhou.
Después de regresar a Pekín en otoño, escribió frenéticamente. Primero publicó un relato corto en el periódico China Weekly Review, luego una serie de publicaciones en chino, tituladas Red Star Over China, publicado por primera vez en Londres en 1937, recibió crédito por presentar a los lectores chinos y extranjeros no tanto al Partido Comunista, que era bastante conocido, sino a Mao Zedong. Mao no estaba muerto, como se había informado, y Snow informó que era un reformador político, no el revolucionario puramente militar o radical que había sido durante la década de 1920.
En las primeras cuatro semanas después de su publicación, Red Star Over China vendió más de 12.000 copias, lo que hizo que Snow fuera mundialmente conocido. El libro se convirtió rápidamente en una introducción «estándar» al movimiento comunista temprano en China.

### China drante la Segunda Guerra Mundial

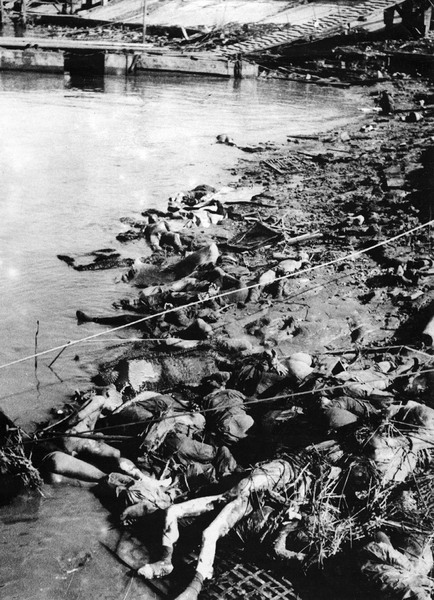
Cuerpos de civiles chinos asesinados por los soldados japoneses se apilan lo largo de la orilla del río Yangtze durante la masacre de Nakín

Después de la invasión japonesa de China de 1937, los Snow se convirtieron en miembros fundadores de la Asociación Cooperativa Industrial China (Indusco). El objetivo de Indusco era establecer cooperativas de trabajadores en áreas no controladas por los japoneses, a través de las cuales los trabajadores chinos recibirían empleo estable, educación, bienes industriales y de consumo, y la oportunidad de administrar sus propias granjas y fábricas. El trabajo de Snow en Indusco involucró principalmente su presidencia del Comité de Membresía y Propaganda, que gestionó el apoyo público y financiero. Indusco finalmente logró crear 1850 cooperativas de trabajadores.
Snow informó sobre la Masacre de Nankín (diciembre de 1937) e incluso informó sobre las reacciones japonesas, afirmando:

En Shanghái, algunos japoneses sintieron profundamente la vergüenza y la humillación. Recuerdo, por ejemplo, hablar una noche con un amigo japonés, un periodista de mentalidad liberal que sobrevivió guardando sus puntos de vista para sí mismo, y cuyo nombre reservo para su propia protección. "Sí, todas son ciertas", admitió inesperadamente cuando le pregunté sobre algunos informes de atrocidades, "solo que los hechos son peores que cualquier historia publicada hasta ahora". Había lágrimas en sus ojos y tomé su pena como genuina.

Su informe sobre la Masacre de Nankín apareció en su libro de 1941 Scorched Earth.
Conoció a Wataru Kaji, y a su esposa, Yuki Ikeda. Tanto Kaji como Ikeda sobrevivieron a un bombardeo japonés en Wuchang y se reunieron con él en el Hankow Navy YMCA. Snow los volvió a encontrar un año después en Chongqing y les recordó que:

Japón estaba lleno de gente decente como ellos que, si no hubieran tenido sus cráneos llenos de mitos de la diosa del Sol y otras inmundicias imperialistas, y no les hubieran prohibido el acceso a "pensamientos peligrosos", y no hubieran estado armados por hipócritas estadounidenses y británicos, podrían vivir fácilmente en un mundo cooperativo civilizado si alguno de nosotros pudiera proporcionar uno.

### Segunda Guerra Mundial

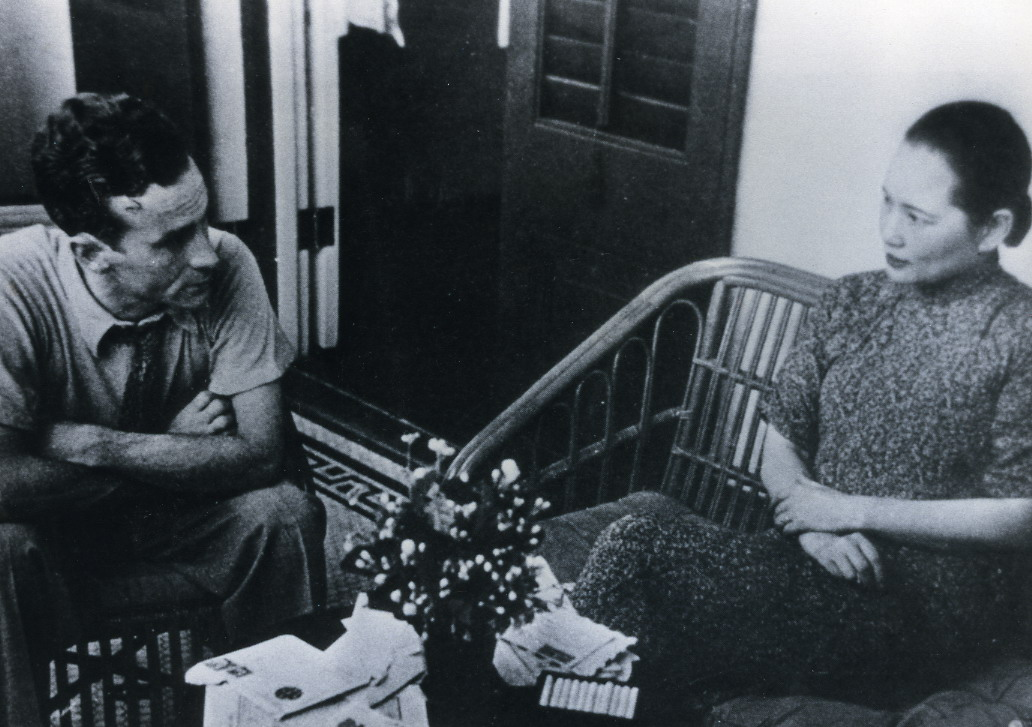
Soong Ching-ling y Edgar Snow en Hong Kong en 1939.

Poco antes de que Estados Unidos entrara en la Segunda Guerra Mundial, en 1941, Snow recorrió las zonas de Asia ocupadas por los japoneses y escribió su segundo libro importante, Battle for Asia, sobre sus observaciones. Después de escribir el libro, Snow y su esposa regresaron a los Estados Unidos, donde se separaron. En abril de 1942, el The Saturday Evening Post lo envió al extranjero como corresponsal de guerra. Snow viajó por la India, China y la Unión Soviética para informar sobre la Segunda Guerra Mundial desde la perspectiva de esos países. En la Unión Soviética compartió sus observaciones de la Batalla de Stalingrado con la Embajada de Estados Unidos. En ocasiones, las defensas de Snow de varios gobiernos aliados antidemocráticos fueron denunciadas como propaganda de guerra descarada, no como observación periodística neutral, pero Snow defendió sus informes, afirmando:

En este cataclismo internacional provocado por el fascismo, no es más posible para un pueblo permanecer neutral que para un hombre rodeado de peste bubónica permanecer "neutral" hacia la población de ratas. Te guste o no, tu vida como fuerza está destinada a ayudar a las ratas o a entorpecerlas. Nadie puede ser inmunizado contra los gérmenes de la historia.

Para 1944, Snow dudaba sobre la cuestión de si Mao y los comunistas chinos eran en realidad «demócratas agrarios», en lugar de comunistas dedicados que estaban empeñados en un gobierno totalitario. Su libro de 1944, People On Our Side, enfatizó su papel en la lucha contra el fascismo. En un discurso, describió a Mao y los chinos comunistas como una fuerza progresista que deseaba una China libre y democrática. Escribiendo para The Nation, declaró que los comunistas chinos «sucede que han renunciado, hace años, a cualquier intención de establecer el comunismo [en China] en un futuro cercano».
Mientras trabajaba como corresponsal de guerra en la Unión Soviética, escribió tres libros breves sobre el papel de la Unión Soviética tanto en la Segunda Guerra Mundial como en los asuntos mundiales: People on Our Side (1944); The Pattern of Soviet Power (1945); y Stalin Must Have Peace (1947).
En 1949, se divorció de Helen Foster y se casó con su segunda esposa, Lois Wheeler Snow. Juntos tuvieron un hijo, Christopher (nacido en 1949 y que murió de cáncer en octubre de 2008) y una hija, Sian (nacida en 1950), llamada así por la ciudad china de Sian (ahora Xi'an), que vive y trabaja como traductora y editora en la región de Ginebra, no lejos de donde vivió su madre durante muchos años antes de su muerte en 2018.

### Macartismo y exilio

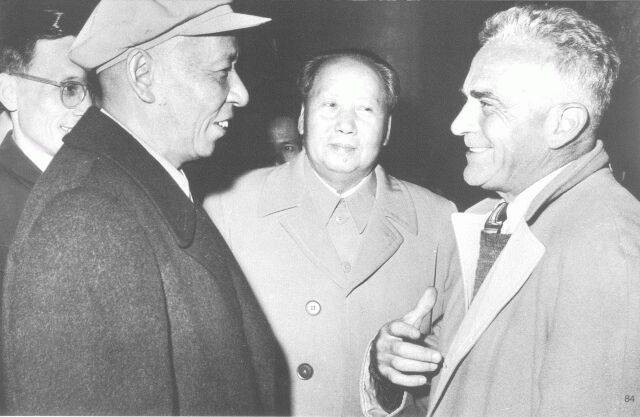
Edgar Snow con Mao Zedong y Liu Shaoqi en Pekín en 1960.

Debido a sus relaciones con los comunistas y su trato muy favorable hacia ellos como corresponsal de guerra, Snow se convirtió en objeto de sospecha después de la Segunda Guerra Mundial. Durante el período del Macartismo, el FBI lo interrogó y le pidió que revelara el alcance de su relación con el Partido Comunista. En varios artículos publicados en esas fechas, Snow lamentó lo que vio como el estado de ánimo unilateral, conservador y anticomunista de los Estados Unidos. Más tarde, ya en la década de 1950, publicó dos libros más sobre China: Random Notes on Red China (1957), una colección de material de China no utilizado anteriormente que fue de interés para los estudiosos de China; y Journey to the Beginning (1958), un relato autobiográfico de sus experiencias en China antes de 1949. Durante la década de 1950, a Snow le resultó difícil ganarse la vida escribiendo y decidió abandonar los Estados Unidos. Se mudó con su esposa a Suiza en 1959, pero siguió siendo ciudadano estadounidense.

### Últimas visitas a China
Regresó a China en 1960 y 1964, entrevistó a Mao Zedong y Zhou Enlai, viajó mucho y habló con mucha gente. Su libro de 1963, The Other Side of the River, detalla sus experiencias durante estos viajes.
En 1970, esta vez con su esposa, Lois Wheeler Snow, hizo un último viaje a China. El 1 de octubre, estuvo de pie junto a Mao durante el desfile del Día Nacional en Pekín, la primera vez que un estadounidense recibía ese honor. En diciembre de 1970, Mao Zedong llamó a Snow a su oficina una mañana antes del amanecer para una conversación informal que duró más de cinco horas, durante la cual Mao le dijo a Snow que le daría la bienvenida a Richard Nixon a China, ya sea como turista o en calidad de Presidente de los Estados Unidos. Snow llegó a un acuerdo con la revista Time para publicar su entrevista final con Mao, incluida la invitación a Nixon, siempre que también se publicara la entrevista anterior con Zhou Enlai. La Casa Blanca siguió esta visita con interés, pero desconfiaba de Snow y de su reputación procomunista. Cuando a Snow se le diagnosticó cáncer de páncreas y regresó a casa después de una cirugía, Zhou Enlai envió un equipo de médicos chinos a Suiza, incluido George Hatem.

## Muerte

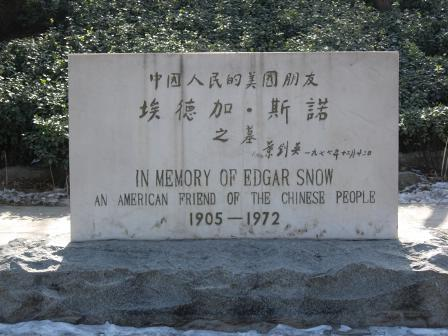
La mitad de las cenizas de Edgar Snow están enterradas en el campus de la Universidad de Pekín, junto al lago Weiming.

Murió el 15 de febrero de 1972, la semana en que el presidente Nixon viajó a China, antes de que pudiera ver la normalización de las relaciones entre Estados Unidos y China. Murió de cáncer, a la edad de 66 años, en su casa de Eysins, cerca de Nyon, en el Cantón de Vaud (Suiza). Después de su muerte, fue incinerado y sus cenizas fueron divididas en dos partes a petición suya. Una parte fue enterrada en Sneden's Landing, cerca del río Hudson. La otra mitad fue enterrada en los terrenos de la Universidad de Pekín, que ahora ocupaba los terrenos del campus de la Universidad de Yenching, donde había enseñado en la década de 1930. Su último libro, The Long Revolution, fue publicado póstumamente por su esposa Lois Wheeler Snow.
En 1973, su esposa Lois Wheeler Snow viajó a China para enterrar la mitad de las cenizas de su marido en el jardín de la Universidad de Pekín. En 2000, junto con su hijo Chris, viajó a Pekín en apoyo de las mujeres que perdieron a sus hijos en las protestas de la plaza de Tiananmén de 1989. Una de estas madres estaba bajo arresto domiciliario y se negaba a recibir visitas de otras personas, mientras que otra fue arrestada tras recibir ayuda financiera de Wheeler Snow. está realizó varias protestas a la prensa internacional y amenazó con sacar las cenizas de su esposo de suelo chino. En una carta al embajador chino en Ginebra, expresó su deseo de que el pueblo de China se libere de la opresión, la corrupción y el mal uso del poder, tal como ella y su esposo expresaron en 1949.

## Evaluación por académicos de China
Los informes de Snow desde China en la década de 1930 han sido elogiados como proféticos y culpados por el surgimiento del comunismo de Mao. Algunos historiadores de China han juzgado muy positivamente los escritos de Snow. Así por ejemploː John K. Fairbank elogió los informes de Snow por brindar a Occidente el primer relato articulado del Partido Comunista de China y su liderazgo, al que calificó de «desastrosamente profético». Escribiendo treinta años después de la primera publicación de Red Star Over China, Fairbank declaró que el libro había «resistido la prueba del tiempo... como registro histórico y como indicación de una tendencia». Fairbank está de acuerdo en que Snow fue utilizado por Mao, pero defendió a Snow contra la acusación de que estaba cegado por la hospitalidad y el encanto chinos, insistiendo en que «Snow hizo lo que pudo como periodista profesional».
Otros historiadores han sido más críticos con Snow. La biografía anticomunista de Jung Chang y Jon Halliday, titulada Mao: The Unknown Story, describe a Snow como un portavoz de Mao y lo acusa de proporcionar mitos, afirmando que perdió su objetividad hasta tal punto que presentó una visión romántica de la China comunista.
Jonathan Mirsky, una voz crítica, afirmó que lo que hizo Snow en la década de 1930 fue «describir a los comunistas chinos antes que nadie y así obtener una primicia de clase mundial». Sin embargo, de su reportaje en 1960, dice que Snow «fue mucho más lejos que aquellos que pensaban que Mao y sus camaradas tomarían el poder». Se contentó con que Zhou Enlai y Mao Zedong le aseguraran que si bien había un problema alimentario, se estaba tratando con éxito», lo cual «no era cierto», y «si Snow hubiera sido el reportero que había sido en la década de 1930, debería haberlo descubierto».
En Mao: A Reinterpretation, un trabajo que simpatiza con Mao, Lee Feigon crítica el relato de Snow por sus inexactitudes, pero elogia su libro Red Star Over China por ser «[el] retrato seminal de Mao» y confía en el trabajo de Snow como una referencia crítica a lo largo del libro.

## Libros
En inglés
- Far Eastern Front. H. Smith & R. Haas, New York, 1933.
- Living China: Modern Chinese Short Stories. 1937. Harrap, London, 1936.
- Red Star Over China (various editions, London, New York, 1937–1944). Reprinted Read Books, 2006, ISBN 978-1-4067-9821-0; Hesperides Press, 2008, ISBN 978-1-4437-3673-2.
- Scorched Earth. Gollancz, London, 1941. Published in the USA as The Battle for Asia. New York, Random House. 1941. Random House, 1941.
- People On Our Side. 1948. Random House, 1944.
- The Pattern of Soviet Power. Random House, 1945.
- 'Stalin Must Have Peace. Random House, 1947.
- Journey to the Beginning. Random House, 1958.
- China, Russia, and the U.S.A.: Changing Relations in a Changing World.. Marzani & Munsell, New York, 1962.
- Red China Today: The Other Side of the River. New York, Vintage Books. 1971. ISBN 9780394716817. Gollancz, London, 1963. New edition, Penguin Books, 1970. ISBN 0-14-021159-4.
- Random Notes on Red China 1936-1945. East Asian Research Center, Harvard University, Cambridge, Massachusetts, 1968.
- The Long Revolution. Random House, 1972
- Farnsworth, Robert H., ed. (1991). Edgar Snow's Journey South of the Clouds. ISBN 9780826207777. University of Missouri Press, Columbia, Missouri, 1991

En español
- Snow, Edgar (2022). Estrella roja sobre China. Buenos Aires (Argentina): Editorial Ágora. ISBN 978-950-9553-77-4.
- Snow, Edgar (2011). China: la larga revolución. Una crónica sobre la Revolución Cultural Proletaria. Buenos Aires (Argentina): Editorial Ágora. ISBN 978-950-9553-54-5.